# カナディアン・ブラス
カナディアン・ブラス（Canadian Brass）は、1970年にチャールズ・デイレンバック、ジーン・ワッツらによって結成された金管五重奏団である。国外での厳しい公演スケジュールをこなす一方で、100を越えるCDやDVDを録音・録画している。多くの金管五重奏のためのオリジナル作品や編曲作品を委嘱し、演奏し、録音している。

## 概要と沿革
『ワシントン・ポスト』紙上で「世界第一級の金管アンサンブル団体」と評されており、彼らの演奏する曲は幅広く、バロックから古典派、ルネサンス、中世音楽、さらにはジャズやポップスにまで及ぶ。
フォーマルな黒いスーツを着て、白い運動靴を履くという独特の演奏衣装で知られるカナディアン・ブラスは、1975年、ワシントンD.C.のケネディ・センターで、アメリカ初演を行った。1977年には、当時のカナダ首相ピエール・トルドーに選ばれて、カナダと中国の文化交流を目的に中国本土に渡り、演奏会を行った。現在中国国内では、彼らは文化大革命で西洋音楽が攻撃された後、初めて中国に入国することが許された西洋音楽の演奏家として知られている。
1979年には、室内合奏団として初めてカーネギー・ホールのメイン・ホールで単独演奏会を行った。この演奏会は満員となり、また『ニューヨーク・タイムズ』紙はこの演奏を、「メインステージの呼び物としてのカナディアン・ブラスを明確に確立した」と評した。
40年以上にわたって海外での厳しい公演スケジュールをこなし、また様々な録音を行っており、ビルボードの音楽チャートでは1970年代、1980年代、1990年代、2000年代のいずれにおいてもランクインし、RCA、BMG、CBS、ソニー、フィリップス、デッカといった、金管楽器奏者の録音を行っている文字通り全てのレーベルで録音を行っている。現在は、デイレンバックが社長を務める、トロントのオープニング・デイ・エンターテインメント・グループというレーベルから、録音が発売されている。

## メンバー
現在のメンバー（2020年1月現在）
- チャールズ・"チャック"・デイレンバック（チューバ、1970年 - ）
- ケイレブ・ハドソン（トランペット、2013年 - ）
- ブランドン・ライデナワー（トランペット、2009年 -2013年、2019年-）
- ジェフ・ネルセン（ホルン、2000年 - 2005年、2007年 - 2010年、2018年 - ）
- アキレス・リアルマコプーロス（トロンボーン、2011年 - ）

過去のメンバー
- エリック・リード（ホルン、2010年 - ）

クリス・コレッティ（トランペット、2009年 - 2019）